# Riccardo Giacconi
Riccardo Giacconi, född 6 oktober 1931 i Genua, Italien, död 9 december 2018 i San Diego, Kalifornien, var en italiensk-amerikansk astrofysiker och pionjär inom röntgenastronomi.
Doktorsexamen 1954 vid Universitetet i Milano. 
Giacconi blev amerikansk nobelpristagare i fysik år 2002. Han tilldelades priset för sina "banbrytande insatser inom astrofysiken, som lett till upptäckten av kosmiska röntgenkällor". Han tilldelades halva prissumman. Den andra halvan delades av amerikanen Raymond Davis Jr. och japanen Masatoshi Koshiba.
För att upptäcka kosmisk röntgenstrålning, som absorberas av jordens atmosfär, krävs att instrumenten placeras i rymden. Giacconi konstruerade sådana instrument. Han upptäckte den första röntgenkällan utanför vårt solsystem och blev den förste som kunde konstatera att universum har en röntgensstrålande bakgrund. Giacconi konstruerade också de första röntgenteleskopen, med vars hjälp man tagit nya och skarpare bilder i röntgen av universum.

## Utmärkelser
Asteroiden 3371 Giacconi är uppkallad efter honom.
Giacconi tilldelades 1987 Wolfpriset i fysik tillsammans med Herbert Friedman och Bruno Rossi.